# 特捜!
『特捜!』（とくそう）は、2007年4月28日から同年12月8日までテレビ朝日系列（フルネット24局）で、毎週土曜日の19:00 - 19:57 (JST) に不定期放送されていたドキュメンタリー番組である。

## 概要
毎回様々な分野の実情をテーマにしたドキュメンタリーを放送していた。前番組の『ドスペ!』も最末期にはドキュメンタリー企画を行うことが多かったことから、同番組のリニューアル版とも言える。
出演者はその週の内容によって入れ替わっており、固定されてはいなかった。基本的にVTR中心の構成のため、スタジオの模様が放送されないことが多かった（スタジオ自体が無い回もある）。番組終了の際には、後続の『国分太一・美輪明宏・江原啓之のオーラの泉』にステーションブレイク無しで接続していた。
基本的には1時間の放送だったが、『奇跡の扉 TVのチカラ』のように2時間スペシャルを組むこともあった。また、1週では収めきれない内容で、なおかつ2時間スペシャルを組めない場合には2週に分けて放送していた（2007年7月14日に前編が、7月28日に後編が、それぞれ放送された「特捜!海上保安庁 海猿 密着200日」がそれにあたる）。開始前は『TVのチカラ』に近い内容と思われていたが、実際にはドキュメンタリー番組となった。しかし、2007年6月30日に『TVのチカラ』シリーズの最終回をこの番組の拡大版として放送した。
また『痛快!ビッグダディ』も、この番組の枠内で『特捜!ビッグダディ3』として2007年6月16日に放送された。

## ナレーター
- 小林清志
- 窪田等
- 生野文治
- 杉本るみ
- ほか

## ネット局
| 放送対象地域  | 放送局           | 系列           | 備考   |
| ------------- | ---------------- | -------------- | ------ |
| 関東広域圏    | テレビ朝日       | テレビ朝日系列 | 制作局 |
| 北海道        | 北海道テレビ     | テレビ朝日系列 |        |
| 青森県        | 青森朝日放送     | テレビ朝日系列 |        |
| 岩手県        | 岩手朝日テレビ   | テレビ朝日系列 |        |
| 宮城県        | 東日本放送       | テレビ朝日系列 |        |
| 秋田県        | 秋田朝日放送     | テレビ朝日系列 |        |
| 山形県        | 山形テレビ       | テレビ朝日系列 |        |
| 福島県        | 福島放送         | テレビ朝日系列 |        |
| 新潟県        | 新潟テレビ21     | テレビ朝日系列 |        |
| 長野県        | 長野朝日放送     | テレビ朝日系列 |        |
| 静岡県        | 静岡朝日テレビ   | テレビ朝日系列 |        |
| 石川県        | 北陸朝日放送     | テレビ朝日系列 |        |
| 中京広域圏    | 名古屋テレビ     | テレビ朝日系列 |        |
| 近畿広域圏    | 朝日放送         | テレビ朝日系列 |        |
| 広島県        | 広島ホームテレビ | テレビ朝日系列 |        |
| 山口県        | 山口朝日放送     | テレビ朝日系列 |        |
| 香川県 岡山県 | 瀬戸内海放送     | テレビ朝日系列 |        |
| 愛媛県        | 愛媛朝日テレビ   | テレビ朝日系列 |        |
| 福岡県        | 九州朝日放送     | テレビ朝日系列 |        |
| 長崎県        | 長崎文化放送     | テレビ朝日系列 |        |
| 熊本県        | 熊本朝日放送     | テレビ朝日系列 |        |
| 大分県        | 大分朝日放送     | テレビ朝日系列 |        |
| 鹿児島県      | 鹿児島放送       | テレビ朝日系列 |        |
| 沖縄県        | 琉球朝日放送     | テレビ朝日系列 |        |

## スタッフ
- 企画：武居康仁（テレビ朝日）
- チーフプロデューサー：蓮実一隆（テレビ朝日）
- 編成：金澤美保・岩崎浩・渡辺実・鈴木久裕（テレビ朝日）
- 宣伝：蓮実理奈・曲尾有香・中嶋哲也（テレビ朝日）
- デスク：佐藤まゆみ（テレビ朝日）
- 制作著作：テレビ朝日

| テレビ朝日系列 土曜日19:00 - 19:57 | テレビ朝日系列 土曜日19:00 - 19:57 | テレビ朝日系列 土曜日19:00 - 19:57 |
| 前番組                             | 番組名                             | 次番組                             |
| ---------------------------------- | ---------------------------------- | ---------------------------------- |
| ドスペ! ※19:00 - 20:54             | 特捜!                              | 勉強してきましたクイズ ガリベン!   |